# Emir Habibović
Emir Habibović (* 8. April 1985 in Bar, Jugoslawien) ist ein montenegrinischer Sänger. Sein musikalischer Stil ist der Volksmusik zuzuordnen. Er arbeitete oft mit dem sehr populären Sänger Šaban Šaulić zusammen.

## Leben
Emir Habibović, der zuerst eine professionelle Fußballkarriere anstrebte, entschied sich in seiner Jugend für eine Gesangskarriere. Seine musikalische Karriere begann 2000. Doch sein eigentlicher Durchbruch gelang ihm erst 2014 mit dem Lied Nisam ja onaj covek od pre (Ich bin nicht der Selbe wie früher). 2016 erschien ein ebenfalls sehr erfolgreiches Lied unter dem Namen Prevara (Betrug). Er produziert seine Lieder und Alben derzeit mit der Plattenfirma Grand produkcija in Belgrad.
2013 hatte Emir Habibović geheiratet, sich aber schon bald wieder scheiden lassen. Aus dieser Ehe stammt ein Sohn. 2015 heiratete Andjela und hat mit ihr eine Tochter und einen Sohn.

## Alben
- 2003: Dajte mi jednu bar (Gebt mir wenigstens eine)
- 2008: Ljubav prolazna (Vergängliche Liebe)
- 2014: Nisam ja onaj covek od pre (Ich bin nicht der Selbe wie früher)
- 2018: Ozivela me ljubav (Die Liebe hat mich zum Leben erweckt)